# アダム・ザガエフスキ
アダム・ザガエフスキ（Adam Zagajewski, 1945年6月21日 - 2021年3月21日）は、ポーランドの詩人、小説家、エッセイスト、翻訳家。ウクライナやポーランドの抱える問題に積極的に発言した。

## 生涯
ウクライナ・ソビエト社会主義共和国・リヴォフ（現在のウクライナ・リヴィウ生まれ。第二次世界大戦後の1946年、一家はウクライナ人によってシレジアのグリヴィツェに追放された。その後、ヤギェウォ大学に入学し、心理学と哲学を学び、1972年から詩作を開始した。1975年のヘルシンキ宣言後に59の手紙に署名後、1976年ポーランドの労働者防衛委員会に公民権活動家として参加したが、共産主義体制批判による発禁処分を受けた。
ポーランドにおける戒厳令の発動後、1982年にパリに移住したが、2002年以後はポーランドのクラクフに戻る。アメリカ同時多発テロ事件以後にザ・ニューヨーカーに発表した詩によって世界的に有名になった。2007年からはシカゴ大学で客員教授として教鞭をとった。

## 詩集
- Sklepy mięsne. Kraków, 1975.
- List. Oda do wielości. Paris, 1983.
- Jechać do Lwowa. London, 1985.
- Płótno. Paris, 1990.
- Ziemia ognista. Poznań, 1994.
- Trzej aniolowie. Kraków, 1998.
- Pragnienie. Kraków, 1999.
- Powrót. Kraków, 2003.
- Anteny. Kraków, 2005.
- Niewidzialna ręka.  Kraków, 2009.
- Wiersze wybrane. Kraków, 2010.

## 受賞歴
- 1995年 ヴィレニツァ国際文学賞
- 2000年 トーマス・トランストロンメル賞
- 2004年 ノイシュタット国際文学賞
- 2015年 ハインリヒ・マン賞
- 2016年 グリフィン詩賞 生涯功労部門
- 2017年 アストゥリアス皇太子賞 文学部門
- 2018年 ストルガ詩の夕べ金冠賞